# José Pérez-Guerra
José Pérez-Guerra Sánchez (Cortelazor, Huelva, 28 de noviembre de 1928-Madrid, 24 de agosto de 2022) fue un periodista español. Fue uno de los fundadores del diario económino español Cinco Días.

## Biografía
Nacido en la localidad onuvense de Cortelazor, próxima a Aracena, se trasladó a Madrid, donde formó parte de la primera promoción de la Escuela de Periodismo. Se trasladó a Sabadell, donde residía su hermano Fidel. Comenzó su actividad periodística, primero en Barcelona y posteriormente en Madrid, en el gabinete del Banco de Bilbao (década de los años cincuenta). 
Formó parte de la fundación del diario económico Cinco Días (1978), siendo su director hasta que presentó su dimisión (1983). Más adelante fundó el semanario "El Punto de las Artes" (1986-2008), donde contó con Tomás Paredes como subdirector. Este semanario, que publicó 938 números, otorgaba el premio Gerión de plata. Y posteriormente fundó el digital "Infoenpunto" (2009).
En su pueblo natal, Cortelazor se creó el museo de pintura Pérez-Guerra (2001). Desde 2013, dicho museo comparte espacio con el dedicado a José Navarro, artesano local.
Estaba casado con la pintora Margarita Salgado. Falleció en Madrid, durante la noche del 24 de agosto de 2022, a los 93 años.

## Distinciones
- Cruz al Mérito Militar con Distintivo Blanco de primera clase (1995) por su aportación al mundo de la cultura.